# Ermida de Santo António (Ceuta)
A Ermida de Santo António do Tojal (em castelhano:  ermita de San Antonio Tojal) é um edifício religioso dedicado a Santo António de Lisboa, situado no monte Hacho, na cidade autónoma espanhola de Ceuta.

## História
O edifício de origem cristã, com culto ininterrupto, é considerado o mais antigo da cidade e foi construído por portugueses durante a conquista da cidade. É incerta a data exata da sua construção, embora existam relatos de retiros à ermida e da figura venerada desde ao século XVI. As origens da irmandade remontam ao ano de 1645. A ermida deu nome ao bairro contíguo, bem como a um dos miradouros de Ceuta.
A ermida é constituída por uma nave. No século XVII foi construído um campanário com cruz. As últimas obras de restauração foram realizadas na década de 1960.
A imagem que abriga a de Santo António, é uma das heranças portuguesas de Ceuta. O dia do santo, 13 de junho, é considerado um feriado na cidade, onde celebra-se uma peregrinação à ermida.